# Labium approximatum
Labium approximatum är en stekelart som beskrevs av Turner och James Waterston 1920. Labium approximatum ingår i släktet Labium och familjen brokparasitsteklar. Inga underarter finns listade i Catalogue of Life.